# Tripladenieae
Tripladenieae es una tribu de plantas con flores perteneciente a la familia Colchicaceae.
Esta tribu de colchicáceas incluye cuatro géneros distribuidos en Australia y Nueva Guinea. Presentan rizoma, tienen hojas dísticas y los números cromosómicos básicos son x=7 y =18.

## Géneros
- Gloriosa; Littonia; Neodregea; Onixotis